# Quercus helferiana
Espèce
Classification phylogénétique
Quercus helferiana est une espèce d'arbres du sous-genre Cyclobalanopsis. L'espèce est présente en Inde, au Laos, en Thaïlande, au Viêt Nam au Myanmar et en Chine.